# Франк-Каменецкий, Захарий Григорьевич
Заха́рий Григо́рьевич (Ге́рманович, Ге́ршонович) Франк-Камене́цкий (26 мая 1872, Вильно — 2 мая 1951, Иркутск) — врач-офтальмолог, доктор медицинских наук, профессор, заслуженный врач РСФСР.

## Биография
После окончания Виленской гимназии в 1892 году поступил на медицинский факультет Императорского Харьковского университета, который окончил в 1898 году. Был на стажировке в Германии в Бременской глазной клинике, затем практиковал в Санкт-Петербурге, где жил на улице Сергиевской, № 31.
В 1900 году в составе Глазного отряда был командирован в Сибирь Комитетом по постройке Сибирской железной дороги.
С 1902 года постоянно жил в Иркутске. В 1902 назначен заведующим глазной амбулатории-лечебницы Глазного отряда. С 1906 года работает консультантом по глазным болезням при иркутской Кузнецовской больнице, с 1908 года является преподавателем Иркутской женской фельдшерской школы. В эти неоднократно совершал зарубежные поездки, знакомился с постановкой работы врачей-офтальмологов в клиниках Германии и Австро-Венгрии.
В Первой мировой войны Захарий Григорьевич был консультантом и заведующим глазными отделениями иркутского и читинского госпиталей, в 1917 заведовал глазным отделением подвижного военного госпиталя на Северном фронте. В 1919—1921 работал ординатором в военных госпиталях Иркутска.
В 1921 работал преподавателем медицинского факультета Иркутского университета. С 1928 по 1933 год — ассистент кафедры гистологии, с 1933 по 1935 год — профессор кафедры гистологии, занимался научной работой.
В 1935 году защитил докторскую диссертацию на тему «Своеобразная наследственная форма глаукомы», которая вошла во все учебники по офтальмологии под названием «глаукома Франк-Каменецкого».
С 1936 года и до конца жизни был профессором кафедры глазных болезней мединститута и директором глазной клиники. В Великой Отечественной войны занимался вопросами военного травматизма глаз, возвращая зрение бойцам, пострадавшим на фронте. За активную врачебную деятельность обыл награждён орденом «Знак Почёта».
З. Г. Франк-Каменецкий занимался научной деятельностью, написал около 30 работ, посвященных вопросам краевой патологии глаз, проблемам глаукомы. Первым описал одну из разновидностей глауком, впоследствии названой его именем. Описал синдром Франк-Каменецкого (1925) — врождённую двустороннюю гипоплазию радужной оболочки с гониодисгенезом и глаукомой (с аутосомно-рецессивным наследованием).
Скончался 2 мая 1951 года, похоронен на Старом еврейском кладбище в Иркутске рядом с женой, скончавшейся в том же году.

## Семья
Родители — Гершон Мойше-Довидович Франк-Каменецкий (1839 или 1841—1915), родом из Ошмян, и Тэма (Темка) Хацкелевна Лурия (1842—?).
Братья:
- Альберт (Абель) Григорьевич Франк-Каменецкий (1875—1935) — доктор химических наук, заведующий химико-бактериологической лабораторией Общества врачей Восточной Сибири (1915—1917), профессор (1920), заведующий кафедрой технической аналитической химии педагогического факультета Иркутского государственного университета.
- Израиль Григорьевич Франк-Каменецкий (1880—1937) — филолог, египтолог, библеист, доктор филологических наук.

У него также были младшие братья Хаим (1878), Моисей (1882) и Хацкл (Ехезкель, 1883), сёстры Хая (Хайка, 1870—1876), Брайна (1874) и Этл (1877). Все девочки в семье были записаны как Каменецкие, мальчики — Франк-Каменецкие.
Жена —  Сара Леонтьевна Франк-Каменецкая (1872—1951), врач. Сын — Лев Захарович Франк-Каменецкий (1902—1954), учёный-медик, хирург и гастроэнтеролог, доктор медицинских наук, профессор, заведующий кафедрами общей хирургии Таджикского медицинского института и Витебского медицинского института, автор монографии «О моторной иннервации желудка и двенадцатиперстной кишки: к вопросу об операции парциальной денервации желудка и двенадцатиперстной кишки при язвенной болезни» (1948).
Племянники — Давид Альбертович Франк-Каменецкий, физик; Виктор Альбертович Франк-Каменецкий, минералог; Георгий Хаимович Франк-Каменецкий (1918—?), учёный в области механики и машиностроения, автор монографии «Расчёт гладких и оребренных кольцевых элементов конструкций» (1982).

## Память
- В 1942 году именем Франк-Каменецкого названа улица в Кировском районе (ныне — Правобережный округ) Иркутска.